# Bentonia
Bentonia är en ort (town) i Yazoo County i Mississippi i USA.
Bentonia grundades cirka 1828 och hette från början Pritchetts Cross Roads. När Illinois Central Railroad drogs fram 1883 bytte orten namn till Bentonia efter Bentonia Johnson, vars släktingar ägde en del av marken där orten låg. Orten fick stadsprivilegier 1932.
Vid 2020 års folkräkning hade Bentonia 319 invånare. Orten ingår i Jacksons storstadsområde (metropolitan statistical area).
Bentonia School eller Bentonia-stilen är en egen inriktning inom deltabluesen, även om Bentonia ligger utanför det egentliga Mississippi-deltat.

## Kända personer
- Skip James, musiker